# Microhyla heymonsi
Espèce
Statut de conservation UICN

 LC  : Préoccupation mineure
Microhyla heymonsi est une espèce d'amphibiens de la famille des Microhylidae.

## Répartition

Aire de répartition de l'espèce Microhyla heymonsi.

Cette espèce se rencontre en Asie sur un vaste territoire  :
- dans le Sud de République populaire de Chine ;
- à Taïwan ;
- dans l'est de l'Inde dans les États d'Assam et de Manipur ;
- en Inde dans les îles Andaman-et-Nicobar ;
- en Birmanie ;
- au Cambodge ;
- au Laos ;
- au Viêt Nam ;
- en Thaïlande ;
- en Malaisie péninsulaire ;
- à Singapour ;
- en Indonésie.

## Galerie

Microhyla heymonsi
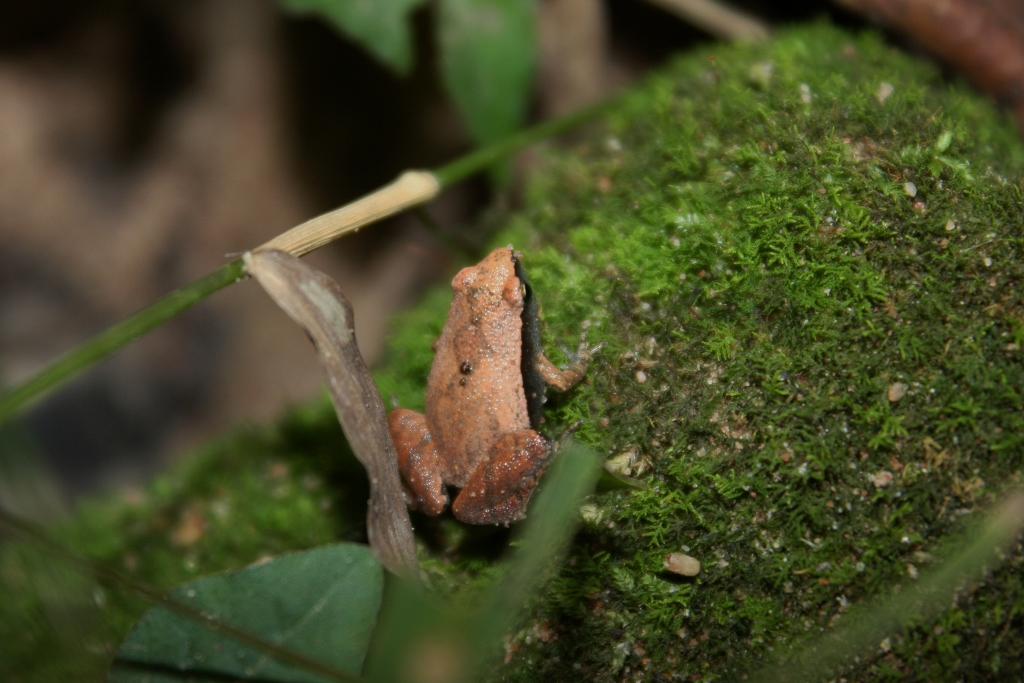
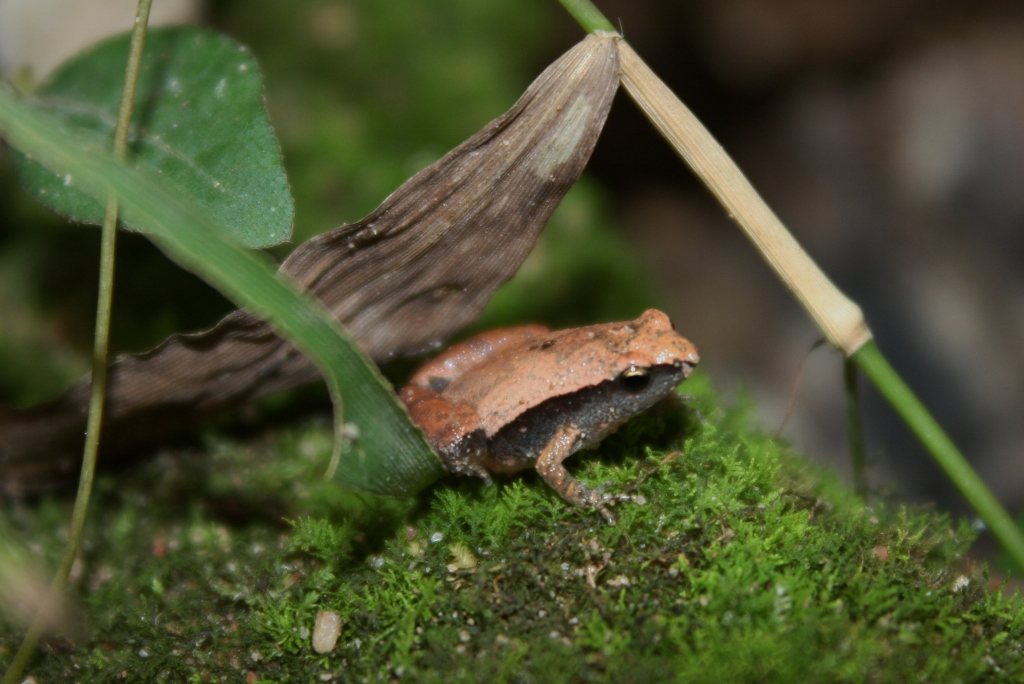
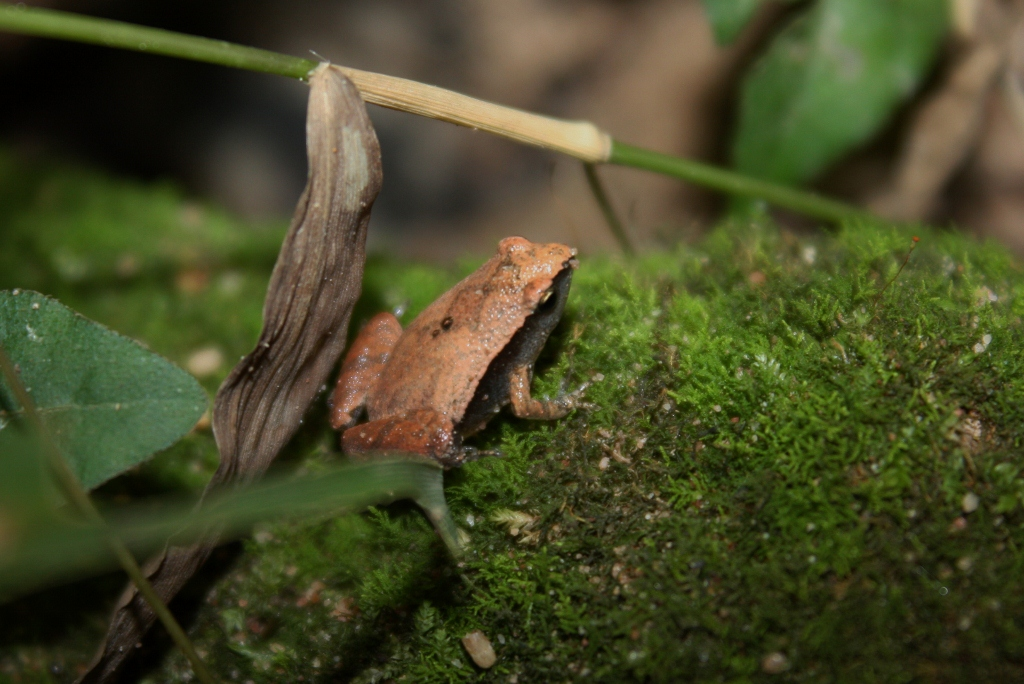
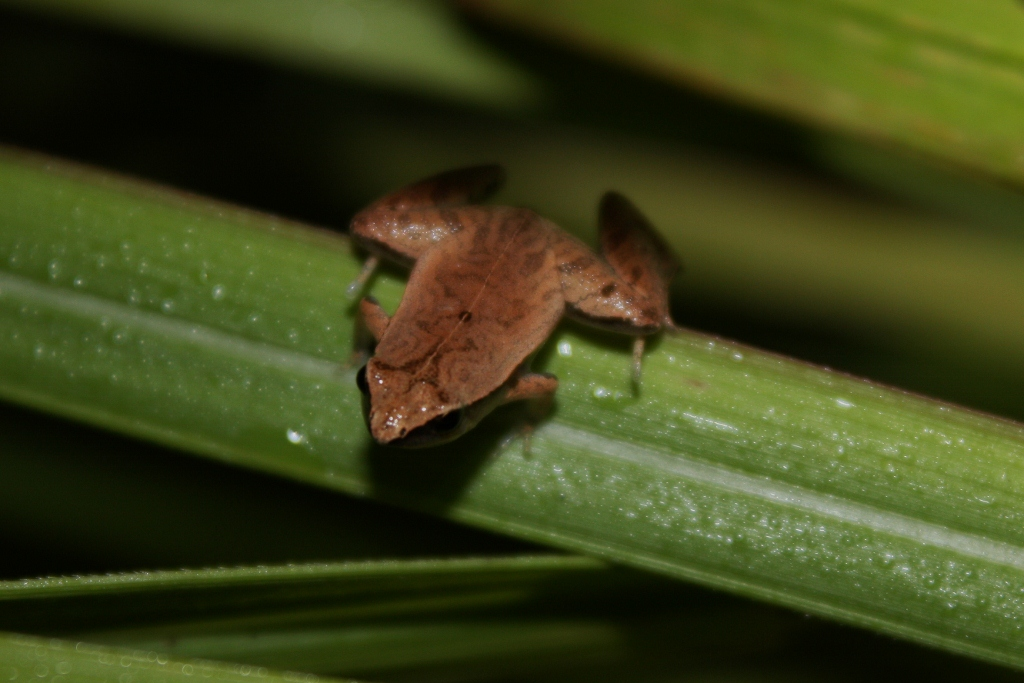

## Systématique
Le nom valide complet (avec auteur) de ce taxon est Microhyla heymonsi Vogt (d), 1911.
Microhyla heymonsi a pour synonyme :
- Microhyletta heymonsi Vogt, 1911

### Étymologie
Cette espèce est nommée en l'honneur de Richard Heymons.

### Publication originale
- (de) Theodor Vogt, « Beitrag zur Amphibien-fauna der Insel Formosa », Sitzungsberichte der Gesellschaft Naturforschender Freunde zu Berlin, Allemagne, vol. 1911,‎ 1911, p. 179-184 (lire en ligne, consulté le 25 novembre 2013).